# Thilo Rothkirch
Thilo Graf Rothkirch (Brakel, 23 de octubre de 1948 − Berlín, 9 de junio de 2014) fue un director de cine alemán. Empezó como guionista para series de televisión en 1993 antes de crear su propio estudio de cine Thilo Rothkirch Cartoon Film en Berlín. Thilo se dedicó desde 1995 a producir películas de animación para la juventud

## Filmografía
- Kleiner Dodo (2008)
- Lauras Weihnachtsstern (Laura y la estrella de Navidad)(2006)
- Der Kleine Eisbär 2- Die geheimnisvolle Insel, (El osito Polar 2)(2005)
- Der Kleine Eisbär- Besuch vom Südpol,( El Osito Polar )(2004)
- Lauras Stern (La Estrella de Laura)(2004)
- Kleine Eisbär - Nanouks Rettung,(2003)
- Der Kleine Eisbär - Neue Abenteuer, neue Freunde 2, (2003)
- Der Kleine Eisbär, (13 episodios, 2002-2003)
- Der Kleine Eisbär - Neue Abenteuer, neue Freunde, (2002)
- Der Kleine Eisbär, (2001)
- Tobias Totz und sein Löwe' ( Tobias Totz y su Leon) (1999)

## Premios
- Premio del cine alemán (Deutscher Filmpreis) en 2005 a la mejor película para la juventud.